# Klaus Husemann
Klaus Husemann (* 28. Dezember 1942 in Meißen) ist ein deutscher Hochschullehrer für Verfahrenstechnik, Politiker (CDU) und ehemaliges Mitglied des Sächsischen Landtages sowie ehemaliger Vorsitzender des Rundfunkrates des Mitteldeutschen Rundfunks.

## Leben
Nach dem Abitur an der EOS in Meißen studierte Husemann Maschinenbau und Verfahrenstechnik an der Technischen Hochschule Magdeburg. Den Abschluss zum Diplom-Ingenieur machte er im Jahr 1967. 1971 promovierte er mit dem Thema Analogiebetrachtungen an Zweiphasenströmungen zum Dr.-Ing. und 1979 mit dem Thema Untersuchungen zu den Grundlagen der Prallfeinzerkleinerung unter besonderer Berücksichtigung der Vorgänge in Stiftmühlen zum Dr. sc. techn. Ab 1971 war Husemann wissenschaftlicher Mitarbeiter am Forschungsinstitut für Aufbereitung der Akademie der Wissenschaften in Freiberg.
Von Juni bis November 1990 war Husemann Landesschulrat für Sachsen. Er war Leiter der Fachkommission Schule, Jugend und Sport der gemischten Kommission Baden-Württemberg – Sachsen.
Von 1993 bis 2008 hatte Husemann die Professur für Mechanische Verfahrenstechnik an der TU Bergakademie Freiberg inne. Er leitete dort als Direktor das Institut für Mechanische Verfahrenstechnik und Aufbereitungstechnik. Im Jahr 1994 führte er an der Hochschule im Rahmen des Studienganges Verfahrenstechnik die Vertiefungsrichtung Partikeltechnologie ein. Diese Studienrichtung gab es damit deutschlandweit das erste Mal. Er war Sprecher des Sonderforschungsbereiches 285 „Partikelwechselwirkung bei Prozessen der Mechanischen Verfahrenstechnik“, der von 1995 bis 2004 durch die Deutsche Forschungsgemeinschaft gefördert wurde.
Husemann forschte auf den Gebieten Zerkleinern, Klassieren und Schüttgutmechanik. Seine Ergebnisse sind in über 200 Veröffentlichungen und 20 Patenten dokumentiert.
Von 1993 bis 2009 war er ehrenamtlich im Rundfunkrat des Mitteldeutschen Rundfunks tätig, zu dessen Vorsitzenden er 1997 und 2003 gewählt wurde. In den Jahren 1997 und 1998 war er Vorsitzender der ARD-Gremienvorsitzendenkonferenz.
Das Landeskirchenamt der evangelisch-lutherischen Landeskirche Sachsen hat Husemann zum ehrenamtlichen Dienst als Prädikant beauftragt. Er hält seit 2010 Gottesdienste in Freiberg.
Im Jahr 1999 wurde ihm das Bundesverdienstkreuz I. Klasse verliehen.
Husemann ist evangelisch, verwitwet und hat drei Kinder.

## Politik
Husemann ist seit November 1989 Mitglied der CDU. Er war von 1990 bis 2005 Mitglied im Landesvorstand der CDU Sachsen und Leiter des Landesfachausschusses Bildung und Wissenschaft des Landesvorstandes. Darüber hinaus war Husemann von 1995 bis 2001 Mitglied im Fachausschuss Bildung, Forschung, Kultur der Gesamt-CDU. Im Oktober 1990 wurde er über den Wahlkreis 52 (Freiberg I) für eine Wahlperiode bis 1994 in den Sächsischen Landtag gewählt. Von 1990 bis 1993 war Husemann Parlamentarischer Staatssekretär im Sächsischen Kultusministerium.